# Pășune blestemată
Pășunile blestemate au fost numite acelea care erau infectate cu spori ai bacilului Antracis care producea antraxul, pe aceste locuri boala apărea la animalele de pe pășune într-un mod periodic.